# Palazzo Conforti

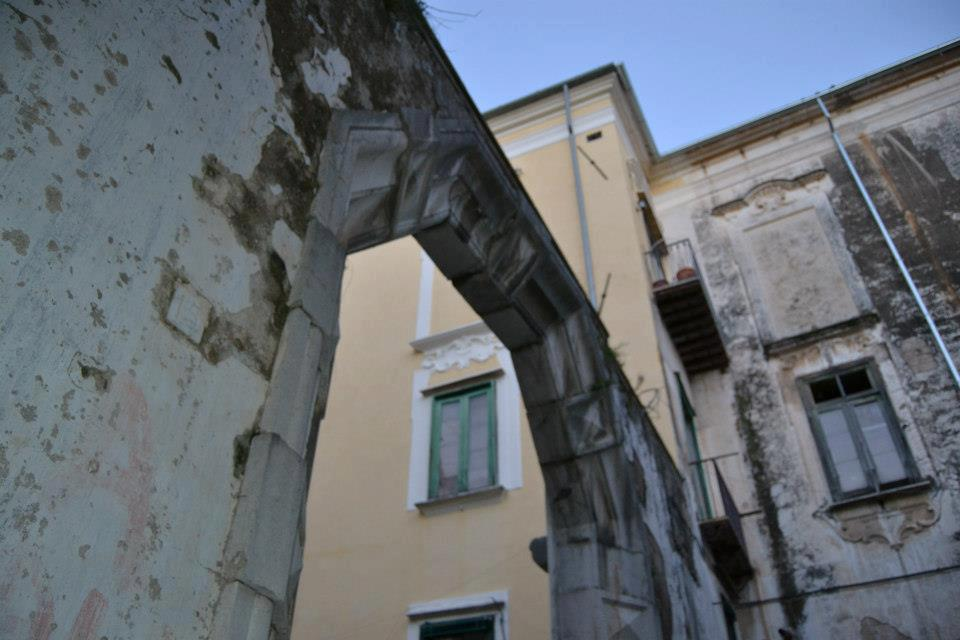
Palazzo Conforti in Salerno: Eingangsbogen

Der Palazzo Conforti ist ein Palast aus dem 18. Jahrhundert in der Via Torquato Tasso, 56, im Viertel Madonna delle Grazie im Zentrum von Salerno in der italienischen Provinz Kampanien.

## Geschichte und Beschreibung
Der Palast gehörte anfangs zu einem großen Klosterkomplex, der an der des heutigen Palazzo della Provincia stand. 1309 begann man mit der Bautätigkeit auf einem Gelände zum Meer hin; es entstand dort im Hochmittelalter eine kleine Kirche Sant’Angelo a mare.
Das Gebäude hat einen rechteckigen Grundriss und vier Stockwerke; es erstreckt sich entlang der Lungomare und nach innen hin an der Via Giudaica und an der Via Duomo. Die Hauptfassade hat sieben Balkone mit Stuckverzierungen und ein Eingangsportal aus Stein, das an den Seiten zwei Säulen besitzt und ein historisches Eingangstor aus Eichenholz mit zwei imposanten Messingtüren. 1996 wurde dieses Tor restauriert.
Zu dem Gebäude gehört auch die Kapelle Sant’Antonio dei Nobili, deren Eingang an der Via Duomo liegt. Einige Wohnungen haben einen Blick auf die Kuppel der Kapelle (die die heutige Weihnachtskrippe des Heiligen Augustinus enthält).
Die Kapelle hat einen achteckigen Grundriss und ist in den Palast integriert. Die Mauern bestehen aus gemischtem Mauerwerk und sind verputzt. Die Kuppel ist außen im Bitumen ummantelt und besitzt innen Verzierungen aus Gips. Der Bodenbelag besteht aus Keramik. Die Außenfassade hat runde Fenster mit Gittern. Im Innenraum der Kapelle befinden sich ebenfalls Stuckverzierungen.
Im Inneren des Palastes befindet sich ein großer Eingangsbereich, der anfangs als Remise für die Kutschen diente. Der Palast hat Lichtschächte und alte Brunnen, die aus dem 19. Jahrhundert stammen und aus denen Wasser entnommen und Lebensmittel gekühlt wurden.
Im zweiten Geschoss, das als Piano nobile gilt, finden sich bedeutende Wohnräume mit einer Reihe von miteinander verbundenen Zimmern zur Hauptstraße hin, deren Decken von dem bekannten Künstler Gaetano d’Agostino, Maler und Dekorateur, bemalt wurden; er kümmerte sich um die Leitung und Realisierung dieser Arbeiten.
Die Dekorationsarbeiten begannen im Oktober 1869, gleich nach dem Ende der Verzierungsarbeiten am Teatro Verdi, die der Künstler ebenfalls durchführte.
Der Sage nach weilte in diesem Palast eine Nacht lang ein hoher Funktionär des Königs Karl Albert von Savoyen.